# Viés do ponto cego
Viés do ponto cego é a tendência de indivíduos se perceberem como menos suscetíveis a vários tipos de viés cognitivo do que o restante da população. Esse viés foi nomeado e descrito pela psicóloga Emily Pronin da Universidade de Princeton após ela e sua equipe analisarem uma série de experimentos que abordavam este fenômeno psicológico. No estudo 1 evidências de 3 pesquisas diferentes demonstraram que as pessoas tendem a se classificarem como menos preconceituosas do que o "americano médio", colegas de classes em um seminário e colegas de viagem em um aeroporto. E como apontado por um estudo de acompanhamento, participantes que haviam demonstrado um viés acima da média, mesmo após alertados sobre a possibilidade de serem vítimas de um viés relevante, tendiam a insistir que suas auto-análises eram mais objetivas e precisas do que a dos demais participantes. Em um estudo final, os participantes reconheciam que as atribuições de autoantendimento de seus colegas de experimento em relação ao seu desempenho no teste eram tendenciosas enquanto se recusavam a admitir que suas próprias atribuições de autoatendimento semelhantes a de seus colegas eram impactadas pelo mesmo viés. Uma possível explicação para esses resultados é a de que os indivíduos tendem a julgar os vieses dos outros com base nos seus comportamentos enquanto julga os próprios vieses com base em seus sentimentos, pensamentos e motivações. Emily Pronin identificou essa tendência como a origem do viés do ponto cego e a chamou de ilusão de introspecção.